# Sigrid Metz-Göckel

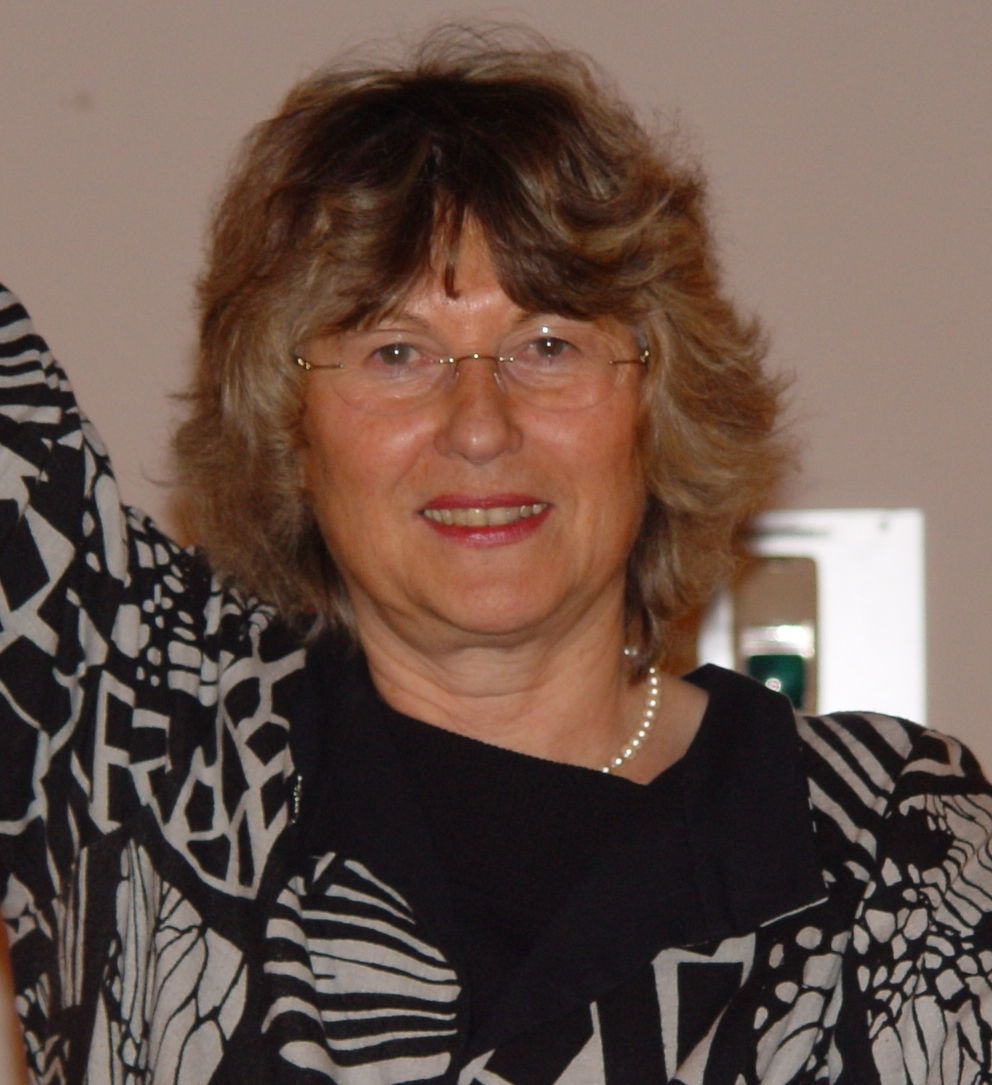
Sigrid Metz-Goeckel während einer Tagung, 2007

Sigrid Metz-Göckel (* 18. August 1940 in Klein Peterwitz, Landkreis Ratibor, Provinz Oberschlesien; † 11. Februar 2025) war eine deutsche Soziologin, Politikwissenschaftlerin und Sozialpsychologin mit den Schwerpunkten Frauen- und Geschlechterforschung sowie Bildungsforschung und Hochschuldidaktik. Sie war Professorin an der Technischen Universität Dortmund und eine Mitbegründerin der Frauenforschung in Deutschland.

## Leben
Sigrid Metz-Göckels Vater, Franz-Josef Schneider, war Volksschullehrer. Die Mutter, Helene Schneider, zog die Kinder alleine groß, nachdem der Vater als Soldat im Zweiten Weltkrieg gefallen war. Metz-Göckel besuchte eine polnische Volksschule. Nach langen Fluchtbewegungen siedelte die Familie 1950 nach Dunum in Niedersachsen um.
Nach dem Abitur am altsprachlichen Zweig der Sophienschule Hannover studierte Metz-Göckel Volkswirtschaftslehre in Mainz und absolvierte von 1961 bis 1966 ein Soziologie-Studium an der Johann Wolfgang Goethe-Universität Frankfurt am Main, das sie mit Diplom abschloss. 1972 wurde sie nach einem Promotionsstudium in den Fächern Sozialpsychologie und Politikwissenschaft an der Universität Gießen mit einer Dissertation zum Thema Hochschuldidaktik zwischen Theorie und Praxis zum Dr. phil. promoviert.
Sie war wissenschaftliche Mitarbeiterin am soziologischen Seminar der Justus-Liebig-Universität Gießen und am Battelle-Institut in Frankfurt. Sie nahm Forschungsaufenthalte unter anderem an der Jagiellonen-Universität Krakau, am Wellesley College und an der Universität Berkeley wahr.
Metz-Göckel starb im Februar 2025 im Alter von 84 Jahren.

## Wirken
Sigrid Metz-Göckel trug maßgeblich zur Institutionalisierung der im Kontext der neuen Frauenbewegung entstandenen Frauen- und Geschlechterforschung als neues Wissenschaftsgebiet bei. 1976 wurde sie auf eine Professur an die Universität Dortmund berufen und mit dem Aufbau des Hochschuldidaktischen Zentrums beauftragt, das sie mit dem Schwerpunkt Frauen- und Geschlechterforschung bis 2002 leitete. In den 1970er Jahren war sie eine von drei Professorinnen an der TU Dortmund. Zusammen mit Studentinnen initiierte sie 1979 das Weiterbildungsstudium „Frauenstudien“, das sie 1981 an der TU Dortmund etablierte, ein Studienangebot, das sich an haupt-, neben- oder ehrenamtlich Tätige in der Frauenarbeit richtet und dessen wissenschaftliche Leiterin sie bis 2002 war.
In den 1980er Jahren führte sie zusammen mit der Soziologin Ursula Müller eine Untersuchung zu den Unterschieden zwischen Männern durch, die 1986 unter dem Titel Der Mann. Eine repräsentative Untersuchung über die Lebenssituation und das Frauenbild 20- bis 50-jähriger Männer veröffentlicht wurde. Es war die zweite Studie über Männer nach der von Helge Pross im Auftrag der Zeitschrift Brigitte. Metz-Göckel und Müller interessierten sich vor allem für die Emanzipation der Männer und deren Frauenbild. Unter Emanzipation verstanden sie, Frauen als Gleiche anzuerkennen und zu unterstützen. Mit dieser Studie begann die neue Frauenforschung in Deutschland. Von 2000 bis 2002 übernahm Sigrid Metz-Göckel die Leitung der Evaluation der Internationalen Frauenuniversität (ifu) „Technik und Kultur“ während der Expo 2000 in Hannover.
Nach ihrer Emeritierung 2005 betreute sie weiterhin Forschungsprojekte und Dissertationsvorhaben; sie wirkte unter anderem beim Netzwerk Frauen- und Geschlechterforschung NRW mit, das sie mitbegründet hat, und rief die Stiftung Aufmüpfige Frauen ins Leben. Seit 2006 vergibt die Stiftung jährlich die Auszeichnung Aufmüpfige Frau des Jahres.
Sigrid Metz-Göckel beschrieb sich selbst „als leidenschaftliche Wissenschaftlerin und eine Grenzgängerin zwischen Wissenschaft und Wissenschaftspolitik, die sich als Mitglied der Zivilgesellschaft für soziale Gerechtigkeit und die Verbesserung der Situation von Frauen engagiert.“ Hochschullehrerin sei ein „wunderbarer Beruf für Frauen“.

## Auszeichnungen
- Bundesverdienstkreuz am Bande (1998)

## Mitgliedschaften und Aktivitäten
- 1989–1992: Sachverständiges Mitglied der Bundestagsenquete-Kommission „Zukunft der Bildung – Bildung 2000“
- 1992–1994: Mitglied der Senatskommission Sozialwissenschaftliche Frauenforschung der Deutschen Forschungsgemeinschaft
- 1992–1994: Mitglied der Bildungskommission Nordrhein-Westfalen
- 1997–1999: Vorsitzende der Kommission zur Institutionalisierung der Frauen- und Geschlechterforschung an Baden-Württembergischen Hochschulen, Stuttgart
- Ab 2000: Initiatorin und Sprecherin des Promotionskollegs „Wissensmanagement und Selbstorganisation im Kontext hochschulischer Lehr- und Lernprozesse“, Hans-Böckler-Stiftung
- Ab 2008: Mitglied im Hochschulrat der Universität Oldenburg
- Mitglied im Beirat der Internationalen Maria-Jahoda-Professur der Universität Bochum

## Herausgeberschaft von wissenschaftlichen Zeitschriften und Verlagsreihen
- Mitglied der Herausgeberschaft und Redaktion der Zeitschrift für Frauenforschung & Geschlechterstudien
- Mitherausgeberin der Reihe „Geschlecht und Gesellschaft“ im VS Verlag für Sozialwissenschaften, Wiesbaden
- Mitherausgeberin der Reihe „Bildung, Hochschule Innovation“ im Lit Verlag, Münster